# Metropolitana de Curitiba
Metropolitana de Curitiba è una mesoregione del Paraná in Brasile.

## Microregioni
È suddivisa in 5 microregioni:
- Cerro Azul
- Curitiba
- Lapa
- Paranaguá
- Rio Negro